# Règle de la main gauche
La règle de la main gauche est un moyen de se rappeler comment sont liées diverses directions.
Elle utilise les doigts de la main.
Il y a deux règles (les plus connues) : celle qui indique une rotation et une translation, et, celle qui indique trois translations.

## Une rotation et une translation
Dans ce cas, le pouce indique une translation et l'index une rotation.

## Trois translations
Dans cet autre cas, le pouce indique une translation, l'index une autre translation et le majeur encore une autre translation. Les trois doigts forment alors un trièdre dans l'espace.

## Électromagnétisme

Règle champ-chemin-courant pour un générateur.

Un des moyens mnémotechniques souvent employé en français pour retenir l'expérience fondamentale du rail de Laplace qui relie magnétisme, mouvement et électricité est la « règle champ-chemin-courant » (ordre des doigts et ordre alphabétique) :
- pouce = champ (sens du flux magnétique) {\displaystyle {\vec {B}}}
- index = chemin (sens du mouvement, force qu'on applique) {\displaystyle {\vec {F}}}
- majeur = courant (sens du courant) {\displaystyle {\vec {I}}}

La main gauche est utilisée pour la règle du générateur : un conducteur fermé déplacé dans un champ magnétique perpendiculaire est sujet à un courant induit.
Un autre moyen mnémotechnique utilisé en français est celui-ci :
- pouce = sens du mouvement, force (« pousse ») {\displaystyle {\vec {F}}}
- index = sens du courant (I comme Index) {\displaystyle {\vec {I}}}
- majeur = direction du champ magnétique (M comme Magnétique) {\displaystyle {\vec {B}}}

Inversement, la main droite est utilisée pour la règle du démarreur, utilisée dans les machines électriques (un démarreur est un moteur) : un conducteur alimenté en courant dans un champ magnétique subit une force perpendiculaire, dite de Laplace.